# Pedrógão (Vidigueira)
Pour les articles homonymes, voir Pedrógão.
Pedrógão est une paroisse civile portugaise (en portugais : freguesia) de la municipalité de Vidigueira dans le district de Beja.

## Géographie
Pedrógão est arrosée par le Guadiana, qui délimite le territoire de la paroisse à l'est. Le barrage de Pedrógão forme un lac sur le cours du fleuve.

## Démographie
Lors du recensement de 2021, Pedrógão compte 937 habitants.